# Menno ter Braak
Menno ter Braak (Eibergen, Berkelland, 26 de gener de 1902 – La Haia, 15 de maig de 1940) va ser un escriptor, assagista i crític literari neerlandès. Junt amb E. du Perron i Maurice Roelants va fundar la revista literària influent Forum.
Va ser un dels intel·lectuals més importants del seu temps. A més de Forum va crear el Comitè de vigilància dels intel·lectuals anti-nacional-socialistes. Quan va esclatar la Segona Guerra Mundial i els Països Baixos va suïcidar-se el 15 de maig de 1940 amb l'ajuda del seu germà, el psiquiatre Wim ter Braak.

## Obres principals
Assaig
- Het carnaval der burgers (1930) ("El carnaval dels ciutadans")
- Afscheid van domineesland (1931) ("Comiat d'un país de pastors")
- Demasqué der schoonheid (1932)
- Politicus zonder partij(1934) ("Polític sense partit")
- Van oude en nieuwe christenen (1937) ("Sobre cristians vells i nous")

Novel·les
- Hampton Court (1931)
- Dr. Dumay verliest… (1933)